# Malditos e Matados
Malditos e Matados (em russo:  Прокляты и убиты) é um romance escrito por Viktor Astafiev que é dedicado à Grande Guerra Patriótica, era criado em 1990-1994, foi publicado pela primeira vez em 1995.
O romance é grande narrativa no que refere à história soviética tão sincera que muitos primeiros leitores foram comovidos muito não querendo crer ou negando algo mas muitos aprovaram a tentativa grave relatar sobre algumas coisas que habitualmente não eram comunicados entre grupos sociais vários da União Soviética.
Os muitos pormenores de costumes e sociais são interessantes e têm valor histórico. Valor humanitário é contido no pensamentos das personagens e do narrador sobre natureza de guerras e dos regimes de Estaline e de Hitler que, com obstinação de maníaco, elevam destruições de homens a uma potência de ciência e arte, sobre destino do povo russo também. A obra é fundada pela experiência própria do autor.
Alexander Soljenítsin expressou-se acerca desta obra assim: "Uf, não todos, não todos imaginam, podem sentir ar encarniçado dessa Guerra: muita coisa é alisada por tempo e mentirosos. Astafiev, mesmo que apenas à velice dos seus anos, apresentou-nos verdade respectiva."

## Sobre assunto
O romance é formado de duas grandes partes: "Cova de diabo" (1ª) e "Cabeça de ponte" (2ª). A primeira parte conta sobre estada de recrutas do Exército Vermelho em subdivisão de estudos na Sibéria antes de expedição para frente de batalha. Algumas personagens da primeira parte chegam para cabeça de ponte (à beira do rio Dniepre ainda que este nome não se usa) para qual a segunda parte é dedicada, no período quando adivinhar lado de vitória foi não simplesamente.